# 아틀란트로푸스

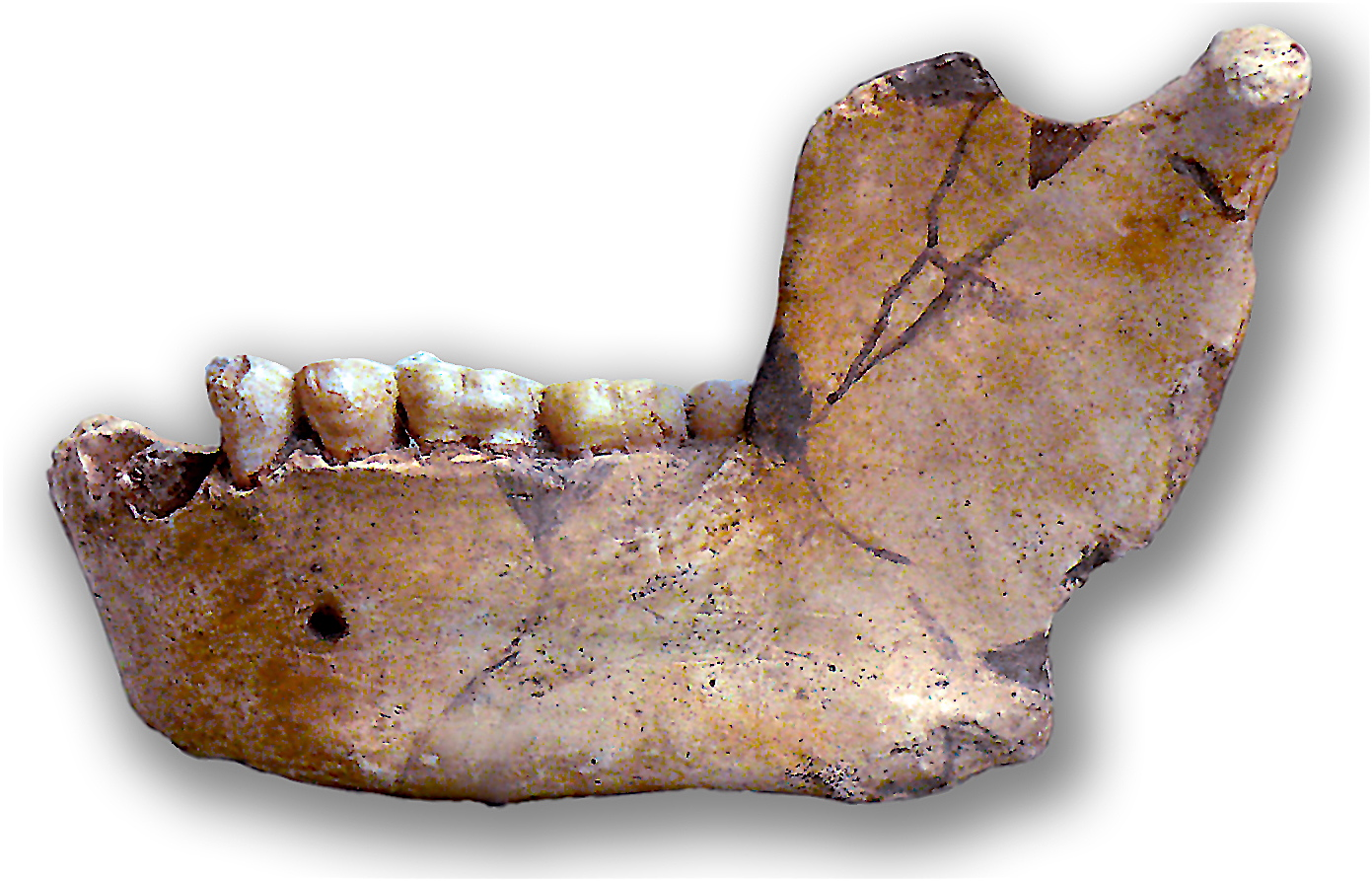

아틀란트로푸스(Atlanthropus)는 기원전 150만년 경에 아프리카 북부 알제리와 이집트에서 살던 호모 에렉투스의 한 종류였다. 1954년 프랑스의 인류학자 카미유 아람버그(Camille Arambourg)에 의해 발견되었다. 초기 호모 에렉투스에 속하는 한 인종이었다.
1954년 북아프리카 알제리 남부의 테르니핀의 150만년 전의 지층에서 약 3개의 아래턱뼈가 발견되었다. 이후 다른 사람 뼈조각들이 근처에서 발견되었다. 발견자인 아람부르는 화석에 아틀란트로푸스라고 명명했다. 아틀란트로푸스가 발견되기 몇해 전에 모로코와 알제리에서는 바닥을 돌로 깔고, 지붕 겸 벽은 갈대로 만든 기원전 100만년 경의 거주지들이 발견되어 화제가 된 바 있었다.
아틀란트로푸스의 발견으로 원인류의 아프리카 북부 진출은 유력시되었다. 당시 원인(猿人)은 아프리카 대륙 남부에만 생존했을 것이라고 여겨졌으나 아틀란트로푸스의 발견으로 재고되었다.
그러나 뒤에 아틀란트로푸스는 원인이 아니라 원인(原人) 호모 에렉투스에 속하는 것으로 밝혀졌다.